# Stadio della Polizia Reale dell'Oman
Lo stadio della Polizia Reale dell'Oman (in arabo ستاد الشرطة السلطانية العُمانية‎?, in inglese Royal Oman Police Stadium) è uno stadio multiuso di Mascate, capitale dell'Oman. 
Ospita partite di calcio: è sede degli incontri dell'Oman Club e ha ospitato alcuni match della Coppa delle Nazioni del Golfo 2009. Ha una capienza di 15 000 posti.